# Across the Universe (nummer)
Across the Universe is een nummer van The Beatles, geschreven door John Lennon en toegekend aan Lennon-McCartney. Het nummer verscheen voor het eerst op het liefdadigheidsalbum ten bate van het Wereld Natuur Fonds van meerdere artiesten No One's Gonna Change Our World en kwam later in een andere versie terecht op het laatste studioalbum van de band, Let It Be.
Lennon kreeg inspiratie voor het nummer nadat zijn toenmalige vrouw Cynthia "door bleef gaan over iets". Het nummer kent invloeden uit de transcendente meditatie, waar de Beatles in 1967-1968 in geïnteresseerd zijn geraakt. Lennon beschreef het nummer later als "een van de beste teksten, zo niet de beste tekst, die ik ooit heb geschreven".

## Bezetting
Versie No One's Gonna Change My World
- John Lennon: zang, akoestische gitaar, elektrische gitaar
- Paul McCartney: piano, achtergrondzang
- George Harrison: tanpura, elektrische gitaar
- Ringo Starr: maracas, drums
- Lizzie Bravo, Gayleen Pease: achtergrondzang

Versie Let It Be
- John Lennon: zang, akoestische gitaar
- George Harrison: tanpura, sitar
- Ringo Starr: maracas
- Phil Spector: snaarinstrumenten, koor

Versie Let It Be... Naked
- John Lennon: zang, akoestische gitaar, elektrische gitaar, percussie
- George Harrison: tanpura
- Ringo Starr: trommel

## NPO Radio 2 Top 2000
| Nummer met noteringen in de NPO Radio 2 Top 2000 | '99 | '00 | '01  | '02 | '03 | '04  | '05  | '06  | '07 | '08 | '09 | '10  | '11  | '12 | '13  | '14  | '15  | '16 | '17  | '18  |
| ------------------------------------------------ | --- | --- | ---- | --- | --- | ---- | ---- | ---- | --- | --- | --- | ---- | ---- | --- | ---- | ---- | ---- | --- | ---- | ---- |
| Across the Universe                              | 945 | -   | 1283 | -   | 933 | 1183 | 1139 | 1004 | 769 | 998 | 925 | 1178 | 1128 | 951 | 1164 | 1705 | 1680 | -   | 1756 | 1832 |

1. ↑  Een '-' betekent dat het nummer niet was genoteerd en een vetgedrukt getal geeft de hoogste notering aan.
2. ↑  Deze tabel is bijgewerkt tot en met de laatste editie (2024).

## Covers
"Across the Universe" is onder anderen gecoverd door:
- Cilla Black (1970)
- David Bowie (1975, met Lennon op gitaar en achtergrondzang)
- Roger Waters (1985)
- Cyndi Lauper (1989 en 2009)
- Laibach (1988)
- 10cc (1995)
- Fiona Apple (1998)
- Rufus Wainwright (2002)
- Kingdom Come (2006)
- Jim Sturgess & Joe Anderson (2007, voor de film Across the Universe)
- Seether (2008)
- Brian Molko (2010)
- Hikaru Utada (2010)
- Beady Eye (2011)
- Bill Frisell (2011)
- Scorpions (2011)
- Chris Hadfield & Wexford Gleeks (2013)
- AURORA (2019)[1]
- Evanescence (2021)